# KsOd VIm
Die KsOd VIm waren Güterzug-Schlepptenderlokomotiven der k.k. priv. Kaschau-Oderberger Bahn / Kassa-Oderbergi Vasút (KsOd). 

## Geschichte
Für den Betrieb auf ihren Steilstrecken am Fuß der Hohen Tatra benötigte die Kaschau-Oderberger Bahn schon frühzeitig sehr leistungsfähige Lokomotiven. Als die ungarische Staatsbahn (MÁV) ab 1909 für ihre Bergstrecken Malletlokomotiven der Baureihe 651 mit der Achsfolge C'C beschaffte, bestellte auch die Kaschau-Oderberger Bahn derartige Lokomotiven.
Geliefert wurden die Lokomotiven von der MÁVAG in Budapest und der Lokomotivfabrik Floridsdorf in Wien. 
Nach der Verstaatlichung der Kaschau-Oderberger Bahn im Jahre 1924 kamen die Lokomotiven geschlossen zu den ČSD, die sie 1925 als Reihe 622.0 einordnete. Die Lokomotiven verblieben auf ihrer Stammstrecke, bis sie mit der ab 1953 begonnenen Elektrifizierung entbehrlich wurden.
Die ČSD musterte die Lokomotiven bis 1957 aus. Von der Reihe 622.0 blieb keine Lokomotive der Nachwelt erhalten.